# Pohjanmaa
Pohjanmaa (zvaná také Ostrobotnie podle švédského Österbotten) je jedna z 19 finských provincií. Nachází se na západě státu na pobřeží Botnického zálivu. Sousedí s regiony Jižní Pohjanmaa, Střední Pohjanmaa a Satakunta. Správním střediskem je město Vaasa. Zhruba polovina zdejší populace mluví švédsky. Nejvyšším bodem je Pyhävuori o nadmořské výšce 130 m n. m. Stejně jako další finské provincie, má i Pohjanmaa určené své symboly z ptačí říše, flóry a ryb. Jsou jimi rorýs obecný, tužebník jilmový a síh severský.

## Obce
V roce 2021 se provincie skládala z 14 obcí (finsky kunta). Obce byly seskupeny do 3 okresů (tzv. seutukunta). Šest obcí mělo status města (napsané tučným písmem).
- Jakobstad
- Kaskinen
- Korsholm
- Korsnäs
- Kristinestad
- Kronoby
- Laihia
- Larsmo
- Malax
- Maxmo
- Närpes
- Nykarleby
- Oravais
- Pedersöre
- Vaasa
- Vörå